# Tucker. Konstruktor marzeń
Tucker. Konstruktor marzeń (ang. Tucker: The Man and His Dream) – amerykański film biograficzny w reżyserii Francisa Forda Coppoli z 1988 roku. Fabularyzowana biografia Prestona Tuckera. Obraz był dedykowany tragicznie zmarłemu synowi Coppoli, Gian-Carlo, który był wielkim miłośnikiem samochodów.

## Główne role
- Jeff Bridges – Preston Tucker
- Joan Allen – Vera Tucker
- Martin Landau – Abe Karatz/Walter Winchell (głos)
- Frederic Forrest – Eddie Dean
- Mako – Jimmy Sakuyama
- Elias Koteas – Alex Tremulis
- Christian Slater – Junior Tucker
- Nina Siemaszko – Marilyn Lee Tucker
- Corin Nemec – Noble Tucker
- Anders Johnson – Johnny Tucker

i inni

## Nagrody i nominacje
Oscary za rok 1988
- Najlepsza scenografia i dekoracje wnętrz – Dean Tavoularis, Armin Ganz (nominacja)
- Najlepsze kostiumy – Milena Canonero (nominacja)
- Najlepszy aktor drugoplanowy – Martin Landau (nominacja)

Złote Globy 1988
- Najlepszy aktor drugoplanowy – Martin Landau

Nagrody BAFTA 1988
- Najlepsza scenografia – Dean Tavoularis